# Piotr Le Brun

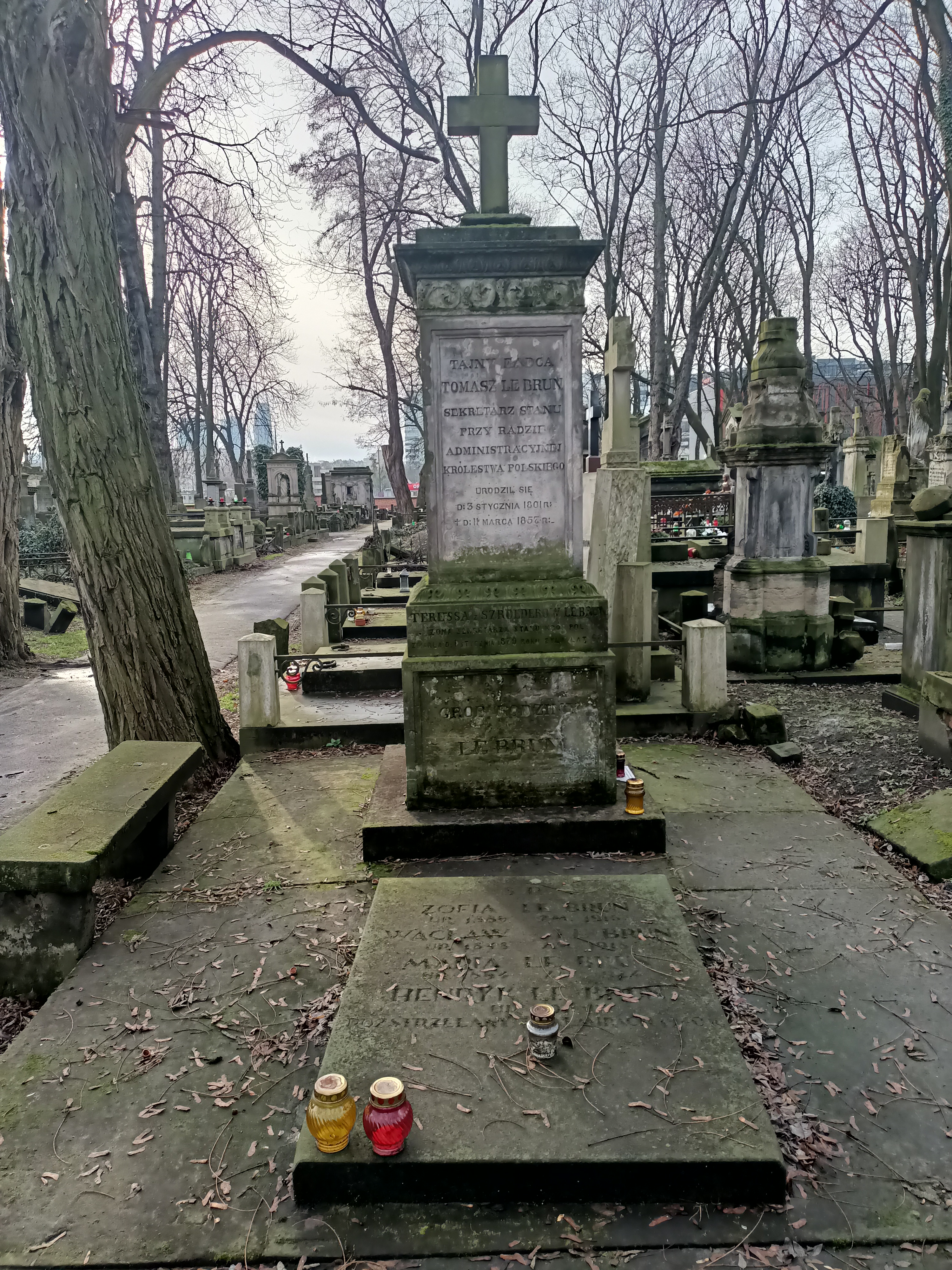
Grób Piotra le Bruna na cmentarzu Powązkowskim

Piotr le Brun (ur. 22 lutego 1802, zm. 17 stycznia 1879 w Warszawie) – syn Tomasza i Adelajdy de Mimuid. Artysta malarz. Absolwent żoliborskiego konwiktu Pijarów. 

## Życiorys
W 1820 konduktor, w 1827 podporucznik, 6 II 1831 awansował na porucznika Kwatermistrzostwa Generalnego. Oficer powstania listopadowego. Pod koniec powstania otrzymał Złoty Krzyż Virtuti Militari. We wrześniu 1831 dymisjonowany. 
Brał udział w pracy nad mapą topograficzną Królestwa. Pierwsze rysunki wystawiał w 1819 jeszcze jako student. Wystawy w Warszawie w 1825, 1828, 1836, 1841, przeważnie kopie i portrety rodzinne. Pod koniec życia malował obrazy o treści religijnej wystawiane w Zachęcie. Był jednym z pierwszych litografów warszawskich. Odbył dwuletnie studia w Rzymie, po czym rok uczył się u A. J. Grossa w Paryżu. Znane są jego dzieła: portret gen. Maurycego Haukego (1829) i rysunek Śmierć generała Sowińskiego na Woli. Z portretów sławnych członków rodziny jest wykonawcą kopii portretów małżonków Makarowicz Franciszka Ksawerego - dziada swojej żony (Muzeum Narodowe w Warszawie) oraz jego żony Róży z Kozieradzkich (Muzeum m. st. Warszawy). W 1841 otrzymał złoty medal I kl. na Wystawie Przemysłu Krajowego i Sztuk Pięknych za obraz "Sprzedaż niewolnic w Turcji". Ożeniony z Klementyną Makarowicz. Zmarł w Warszawie. 
Pochowany na Starych Powązkach w Warszawie (kwatera 157-1-1/2/3).